# I Love Your Smile
I Love Your Smile is een nummer van de Amerikaanse zangeres Shanice. Het is de eerste single van haar tweede studioalbum Inner Child uit 1991. Aan het eind van het nummer is Janet Jackson lachend te horen.

## Achtergrond
"I Love Your Smile" werd een grote top 10-hit in Noord-Amerika, Europa en Oceanië. In de Amerikaanse Billboard Hot 100 bereikte de single de 2e positie.
In Nederland was de single op vrijdag 15 november 1991 Veronica Alarmschijf op Radio 3 en werd een gigantische hit in de destijds twee landelijke hitlijsten op de nationale publieke popzender. De single bereikte de nummer 1-positie in de Nederlandse Top 40 en de 4e positie in de Nationale Top 100.
In België bereikte de single de 5e positie in zowel de voorloper van de Vlaamse Ultratop 50 als de Vlaamse Radio 2 Top 30. In Wallonië werd géén notering behaald.

## Hitnoteringen

### Nederlandse Top 40
| Hitnotering: 23-11-1991 t/m 15-02-1992 | Hitnotering: 23-11-1991 t/m 15-02-1992 | Hitnotering: 23-11-1991 t/m 15-02-1992 | Hitnotering: 23-11-1991 t/m 15-02-1992 | Hitnotering: 23-11-1991 t/m 15-02-1992 | Hitnotering: 23-11-1991 t/m 15-02-1992 | Hitnotering: 23-11-1991 t/m 15-02-1992 | Hitnotering: 23-11-1991 t/m 15-02-1992 | Hitnotering: 23-11-1991 t/m 15-02-1992 | Hitnotering: 23-11-1991 t/m 15-02-1992 | Hitnotering: 23-11-1991 t/m 15-02-1992 | Hitnotering: 23-11-1991 t/m 15-02-1992 | Hitnotering: 23-11-1991 t/m 15-02-1992 | Hitnotering: 23-11-1991 t/m 15-02-1992 |
| Week                                   | 1                                      | 2                                      | 3                                      | 4                                      | 5                                      | 6                                      | 7                                      | 8                                      | 9                                      | 10                                     | 11                                     | 12                                     |                                        |
| -------------------------------------- | -------------------------------------- | -------------------------------------- | -------------------------------------- | -------------------------------------- | -------------------------------------- | -------------------------------------- | -------------------------------------- | -------------------------------------- | -------------------------------------- | -------------------------------------- | -------------------------------------- | -------------------------------------- | -------------------------------------- |
| Nummer                                 | 31                                     | 13                                     | 5                                      | 4                                      | 2                                      | 1                                      | 3                                      | 4                                      | 8                                      | 11                                     | 19                                     | 28                                     | uit                                    |

### Nationale Top 100
| Hitnotering: 16-11-1991 t/m 07-03-1992 | Hitnotering: 16-11-1991 t/m 07-03-1992 | Hitnotering: 16-11-1991 t/m 07-03-1992 | Hitnotering: 16-11-1991 t/m 07-03-1992 | Hitnotering: 16-11-1991 t/m 07-03-1992 | Hitnotering: 16-11-1991 t/m 07-03-1992 | Hitnotering: 16-11-1991 t/m 07-03-1992 | Hitnotering: 16-11-1991 t/m 07-03-1992 | Hitnotering: 16-11-1991 t/m 07-03-1992 | Hitnotering: 16-11-1991 t/m 07-03-1992 | Hitnotering: 16-11-1991 t/m 07-03-1992 | Hitnotering: 16-11-1991 t/m 07-03-1992 | Hitnotering: 16-11-1991 t/m 07-03-1992 | Hitnotering: 16-11-1991 t/m 07-03-1992 | Hitnotering: 16-11-1991 t/m 07-03-1992 | Hitnotering: 16-11-1991 t/m 07-03-1992 | Hitnotering: 16-11-1991 t/m 07-03-1992 | Hitnotering: 16-11-1991 t/m 07-03-1992 |
| Week                                   | 1                                      | 2                                      | 3                                      | 4                                      | 5                                      | 6                                      | 7                                      | 8                                      | 9                                      | 10                                     | 11                                     | 12                                     | 13                                     | 14                                     | 15                                     | 16                                     |                                        |
| -------------------------------------- | -------------------------------------- | -------------------------------------- | -------------------------------------- | -------------------------------------- | -------------------------------------- | -------------------------------------- | -------------------------------------- | -------------------------------------- | -------------------------------------- | -------------------------------------- | -------------------------------------- | -------------------------------------- | -------------------------------------- | -------------------------------------- | -------------------------------------- | -------------------------------------- | -------------------------------------- |
| Nummer                                 | 96                                     | 44                                     | 24                                     | 13                                     | 6                                      | 5                                      | 5                                      | 4                                      | 4                                      | 6                                      | 9                                      | 13                                     | 20                                     | 37                                     | 53                                     | 85                                     | uit                                    |